# Renicola cerithidicola
Renicola cerithidicola är en plattmaskart. Renicola cerithidicola ingår i släktet Renicola och familjen Renicolidae. Inga underarter finns listade i Catalogue of Life.